# Geotrigona subgrisea
Geotrigona subgrisea är en biart som först beskrevs av Cockerell 1920.  Geotrigona subgrisea ingår i släktet Geotrigona och familjen långtungebin. Inga underarter finns listade i Catalogue of Life.